# Philip Bourke Marston
Philip Bourke Marston (født 13. august 1850 i London, død 13. februar 1887) var en engelsk lyrisk digter, søn af John Westland Marston.
Marston blev blind som ganske ung, men fik dog udgivet flere samlinger lyrik, som: Song Tide and other Poems (1871), All in All (1875) og Wind Voices (18S3). Hans digte udmærker sig ved fin følelse og stor velklang; især behandler han sonetten med stor
dygtighed. En samlet udgave af hans digte kom 1892 med en biografi af Louise Chandler Moulton.